# Pietro Carmignani
Pietro Carmignani (Altopascio, 22 gennaio 1945) è un ex calciatore e allenatore di calcio italiano, di ruolo portiere.

## Carriera

### Giocatore

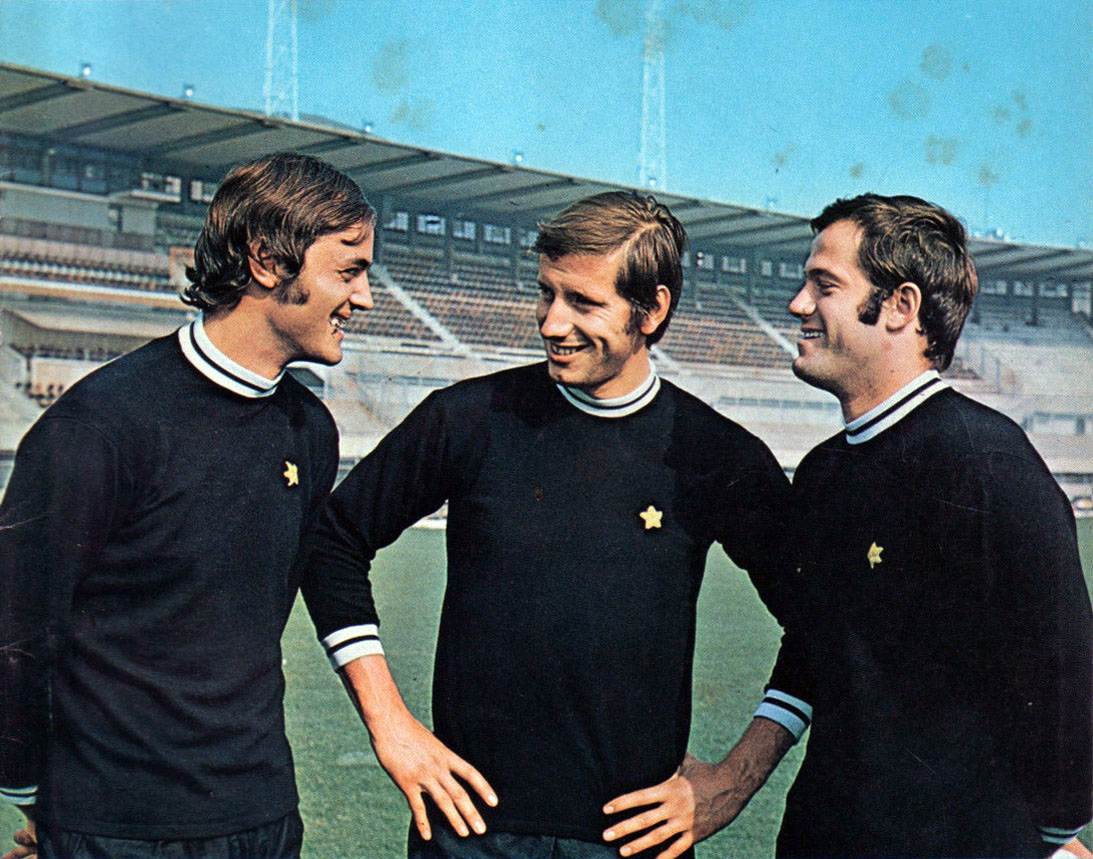
Carmignani alla Juventus nel 1971 fra i colleghi Alessandrelli (a sinistra) e Piloni (a destra).

Cresciuto nella Stella Rossa di Viareggio, iniziò la carriera professionistica nel Como, in Serie C, militando per un triennio nei lariani prima di passare nel 1967 al Varese, con cui esordì poi in Serie A l'anno seguente. In Lombardia si mise definitivamente in luce nella stagione 1970-1971, agli ordini del tecnico Nils Liedholm, emergendo come uno dei più promettenti estremi difensori del campionato.
Nel luglio del 1971, ventiseienne, passò alla Juventus, chiamato a sostituire Roberto Tancredi nel frattempo accasatosi al Mantova. A Torino conquistò da titolare lo scudetto del 1971-1972, tuttavia non riuscì a convincere appieno l'ambiente bianconero anche per via di alcuni grossolani svarioni, tanto che, nelle ultime e decisive cinque partite di un torneo vinto dai piemontesi sul filo di lana, il tecnico Čestmír Vycpálek gli preferì la riserva Massimo Piloni. La sua esperienza juventina durò quindi lo spazio di una stagione, poiché nell'estate del 1972 venne ceduto al Napoli, inserito assieme ad altri giocatori nella trattativa che portò Dino Zoff in bianconero.
In azzurro suscitò la simpatia dei tifosi partenopei che gli perdonarono alcune giocate non precise, affibbiandogli il soprannome "Gedeone". Con i campani disputò cinque stagioni a buon livello, vincendo la Coppa Italia 1975-1976 e sfiorando il titolo nazionale nel campionato del 1974-1975, chiuso dalla squadra di Luís Vinício al secondo posto. In generale, nell'esperienza napoletana rimase imbattuto per 61 incontri e, fuori dal campo, si sposò con una ragazza del luogo.
Nel 1977 viene ceduto alla Fiorentina dove divise il ruolo con il più giovane Giovanni Galli disputando le sue ultime partite in massima serie. Giocò quindi un ultimo campionato, 1979-1980, scendendo in Serie C2 con la Rhodense di Rho, squadra nella quale terminò la carriera agonistica all'età di trentacinque anni.

### Allenatore
La carriera di allenatore iniziò negli anni 1980 al Parma, dove fu vice, tra gli altri, di Arrigo Sacchi con cui nel successivo decennio instaurò un saldo rapporto professionale, lavorando per il tecnico fusignanese dapprima come preparatore dei portieri al Milan, e poi come secondo in Nazionale, nuovamente in rossonero e infine all'Atlético Madrid.
Successivamente, dopo un'esperienza da tecnico in prima al Livorno nel campionato 1999-2000, in Serie C1, negli anni 2000 tornò a Parma ricoprendo incarichi di secondo piano; ciò nonostante venne richiamato per due volte sulla panchina della prima squadra per traghettarla alla salvezza in altrettanti tornei iniziati in malo modo dagli emiliani, centrando, in entrambe le occasioni, l'obiettivo. Nella stagione 2001-2002, dopo essere subentrato in panchina a Daniel Passarella, guidò i gialloblù alla conquista della Coppa Italia, ottenuta battendo in finale la Juventus neoscudettata di Marcello Lippi.
A fine stagione lasciò la panchina a Cesare Prandelli, salvo tornare alla guida dei ducali nella stagione 2004-2005, quando subentrò a Silvio Baldini raggiungendo la salvezza dopo il vittorioso doppio spareggio con il Bologna. Nelle due annate successive rimase in Emilia come allenatore della formazione giovanile parmense.
Per la stagione 2007-2008 fu il secondo di Roberto Lorenzini al Varese. Nella stagione 2008-2009 venne scelto come primo allenatore dei biancorossi, ma a causa di un negativo avvio in campionato, con soli 2 punti raccolti in 5 partite, fu esonerato dopo la sconfitta 2-3 nel derby regionale con il Como.
Nel 2016 torna nei quadri tecnici del Varese, assumendo l'incarico di preparatore dei portieri della scuola calcio.

## Statistiche

### Statistiche da allenatore
Statistiche aggiornate al 30 ottobre 2008. In grassetto le competizioni vinte.
| Stagione        | Squadra         | Campionato      | Campionato | Campionato | Campionato | Campionato | Coppe nazionali | Coppe nazionali | Coppe nazionali | Coppe nazionali | Coppe nazionali | Coppe continentali | Coppe continentali | Coppe continentali | Coppe continentali | Coppe continentali | Altre coppe | Altre coppe | Altre coppe | Altre coppe | Altre coppe | Totale | Totale | Totale | Totale | % Vittorie | Piazzamento |
| Stagione        | Squadra         | Comp            | G          | V          | N          | P          | Comp            | G               | V               | N               | P               | Comp               | G                  | V                  | N                  | P                  | Comp        | G           | V           | N           | P           | G      | V      | N      | P      | %          | Piazzamento |
| --------------- | --------------- | --------------- | ---------- | ---------- | ---------- | ---------- | --------------- | --------------- | --------------- | --------------- | --------------- | ------------------ | ------------------ | ------------------ | ------------------ | ------------------ | ----------- | ----------- | ----------- | ----------- | ----------- | ------ | ------ | ------ | ------ | ---------- | ----------- |
| lug.-nov. 1999  | Livorno         | C1              | 9          | 2          | 4          | 3          | CI-C            | 4               | 2               | 0               | 2               | -                  | -                  | -                  | -                  | -                  | -           | -           | -           | -           | -           | 13     | 4      | 4      | 5      | 30,77      | Eson.       |
| dic. 2001-2002  | Parma           | A               | 19         | 10         | 3          | 6          | CI              | 5               | 2               | 1               | 2               | CU                 | 2                  | 0                  | 1                  | 1                  | -           | -           | -           | -           | -           | 26     | 12     | 5      | 9      | 46,15      | Sub. 10º    |
| dic. 2004-2005  | Parma           | A               | 23+2       | 8+1        | 6          | 9+1        | CI              | 1               | 0               | 0               | 1               | CU                 | 9                  | 3                  | 5                  | 1                  | -           | -           | -           | -           | -           | 35     | 12     | 11     | 12     | 34,29      | Sub. 17º    |
| lug.-ott. 2008  | Varese          | 2D              | 5          | 0          | 2          | 3          | CI-LP           | 4               | 2               | 2               | 0               | -                  | -                  | -                  | -                  | -                  | SdL-2D      | 0           | 0           | 0           | 0           | 9      | 2      | 4      | 3      | 22,22      | Eson.       |
| Totale carriera | Totale carriera | Totale carriera | 58         | 21         | 15         | 22         |                 | 14              | 6               | 3               | 5               |                    | 11                 | 3                  | 6                  | 2                  |             | -           | -           | -           | -           | 83     | 30     | 24     | 29     | 36,14      |             |

## Palmarès

### Giocatore

#### Competizioni nazionali
- Campionato italiano di Serie B: 1

Varese: 1969-1970
- Campionato italiano: 1

Juventus: 1971-1972
- Coppa Italia: 1

Napoli: 1975-1976

#### Competizioni internazionali
- Coppa di Lega Italo-Inglese: 1

Napoli: 1976

### Allenatore
- Coppa Italia: 1

Parma: 2001-2002